# Hervé Mao (homme politique)
Pour les articles homonymes, voir Hervé Mao et Mao.
Hervé Mao, né le 14 juin 1913 à Edern (Finistère) et mort le 15 avril 1987 à Brest (Finistère), est un homme politique français.

## Biographie
Dès l'âge de 19 ans, en 1932, il adhère à la SFIO ; lors du déclenchement de la Seconde Guerre mondiale en 1939, il est contrôleur principal des PTT à Châteaulin. Dès le 18 juin 1940, il s'engage dans la Résistance, notamment dans la « compagnie De Gaulle », qui faisait partie du « bataillon Stalingrad », participant notamment à la libération de Châteaulin, à la prise du Ménez Hom et à la libération de la presqu'île de Crozon. Maire de Châteaulin de 1945 à 1971, recevant notamment à deux reprises le général De Gaulle, à qui il vouait une grande admiration, en juillet 1945 et septembre 1960.
Maire bâtisseur et militant laïc convaincu, il est député du Finistère de 1956 à 1958 et premier secrétaire de la fédération SFIO du Finistère de 1958 à 1965.
Un gymnase porte son nom à Châteaulin.

## Détail des fonctions et des mandats
Mandat parlementaire
- 2 janvier 1956 - 8 décembre 1958 : député du Finistère

Mandat local
- 19 mai 1945 - 26 mars 1971 : maire de Châteaulin

## Décorations
- Croix de guerre 1939–1945
- Commandeur de l'ordre des Palmes académiques
- Chevalier de l'ordre du Mérite civil (1960)[4]